# Mahara
Mahara es una aplicación web en código abierto y libre para gestionar ePortfolio y Redes sociales. Ofrece a los usuarios herramientas para crear y mantener un portafolio digital sobre su formación. Además, incluye funcionalidades sociales que permiten la interacción entre los usuarios. 
Mahara incluye blogs, una herramienta de presentación, un gestor de archivos y un creador de vistas, que permite crear versiones de los contenidos de una cuenta para un determinado contexto.
Mahara permite que el usuario puede controlar qué elementos y qué información (artefactos) dentro del ePortfolio otros usuarios puede ver. Dentro de Mahara, esta recopilación de objetos seleccionados se llama View.
Puede tener tantos puntos de vista como le guste, cada uno con un conjunto diferente de artefactos, la finalidad prevista y el público. Su público, o de la gente que desea dar acceso a su vista, se pueden añadir como individuos o como miembros de un grupo o comunidad.

## Origen
La palabra “Mahara” proviene del lenguaje Maorí y significa “pensar, pensando, pensado”. Por esta razón, los promotores del proyecto “Mahara” procedentes de Nueva Zelanda seleccionaron este término para desarrollar el entorno, porque define perfectamente el significado del Portfolio digital (ePortfolio).
Además la palabra “Mahara” tiene también significados interesantes en otros idiomas: en Árabe (destreza excepcional), en Shona (libre, libertad).
El proyecto arrancó en 2006 como un proyecto empresarial (en formato “joint venture”) formado por varias entidades Neozelandesas: New Zealand Tertiary Education Commission's e-learning Collaborative Development Fund (eCDF), Massey University, Auckland University of Technology, Polytechnic of New Zealand y Victoria University of Wellington.
Posteriormente, la continuidad del proyecto ha sido financiada por el Ministerio de Educación de Nueva Zelanda y la Fundación Mellon (a través del premio a la Colaboración Tecnológica en el 2007).

## Concepto
Al contrario que otros Sistemas de Gestión de Aprendizaje (LMS - Learning Management Systems, en inglés) que se centran en la Institución que oferta la formación, el Sistema de Porfolio Digital Mahara está centrado en el estudiante. En este sentido se puede considerar un Entorno de Aprendizaje Personal.
El sistema Mahara puede funcionar de forma independiente, pero también puede integrarse en otros marcos más complejos, como sistemas de aprendizaje virtual. Permite diferentes perfiles de usuario:
- Estudiantes: que quieren controlar su progreso en el proceso de aprendizaje.
- Profesores: que pretenden dar apoyo a sus estudiantes.
- Profesionales: para promocionar su cartera de negocio y certificaciones.
- Gerentes: para comprobar con los miembros del equipo el desarrollo profesional de la empresa.
- Empleados: que desean mostrar sus logros y destrezas en su desarrollo profesional.
- Asesores: para revisar las evidencias del aprendizaje y ofrecer soporte en línea.

## Arquitectura
El Sistema de Portfolio Digital Mahara utiliza una arquitectura modular basada en Moodle, por lo tanto Código Libre. La versión web se complementa con una aplicación móvil disponible para Android y para iOS.

## Funcionalidades v 16.10
Entre las funcionalidades de la versión 16.10, liberada por los autores en octubre de 2016, se encuentran las siguientes:
- Trabajo con páginas y artefactos: fácil control de artefactos (mostrar/ocultar), generación del Portfolio digital en 4 pasos
- Marcos de competencia: creación de marcos de competencia inteligente
- Repositorio: creación de carpetas, fácil manejo en subida y bajada de archivos
- Blog
- Generador CVs
- Administración
- Integración con el LMS Moodle
- Seguridad
- Interoperabilidad
- Escalabilidad